# Raghbír Szingh Bhola
Raghbír Szingh Bhola (Multán, 1927. augusztus 18. – Új-Delhi, 2019. január 21.) olimpiai bajnok indiai gyeplabdázó.

## Pályafutása
Az indiai válogatott tagjaként olimpiai bajnok lett az 1956-os melbourne-i olimpián, majd ezüstérmet szerzett az 1960-as római olimpián.
1966 és 1975 között az indiai gyeplabda-szövetség válogató bizottságának a tagja volt.
1970-ben, 1975-ben és az 1976-os montréali olimpián az indiai válogatott szövetségi kapitánya volt.

## Sikerei, díjai
- Olimpiai játékok
  - aranyérmes: 1956, Melbourne
  - ezüstérmes: 1960, Róma